# Дёмин, Николай Александрович
Николай Александрович Дёмин (15 августа 1924, Петровский район — 7 августа 1944, Мазовецкое воеводство) — лейтенант Рабоче-крестьянской Красной Армии, участник Великой Отечественной войны, Герой Советского Союза (1944).

## Биография
Николай Дёмин родился 15 августа 1924 года в селе Кожевино (ныне — Петровский район Саратовской области). Окончил школу-семилетку, затем школу фабрично-заводского ученичества в Грозном, после чего, до мобилизации в Красную Армию, работал на Грозненском крекинг-заводе сгонщиком, затем старшим оператором. Принимал участие в боях на Северо-Кавказском, Южном, 1-м Украинском и 1-м Белорусском фронтах. В 1943 году окончил Бакинское военное пехотное училище. Участвовал в битве за Кавказ, освобождении Украинской ССР и Польши. К июлю 1944 года лейтенант Николай Дёмин командовал ротой механизированного батальона автоматчиков 65-й танковой бригады 11-го танкового корпуса 8-й гвардейской армии 1-го Белорусского фронта. Отличился во время освобождения Польши.
В ночь с 19 на 20 июля 1944 года рота Дёмина переправилась через Западный Буг и вступила на территорию Польши и, уничтожив вражеский заслон, захватила господствующую высоту. На рассвете 20 июля противник, оправившись от внезапного удара, предпринял ряд мощных контратак, однако все они были отбиты. В ходе боёв рота Дёмина уничтожила около 80 и взяла в плен ещё 9 немецких солдат и офицеров. В дальнейшем рота Дёмина приняла активное участие в освобождении ряда населённых пунктов Польши. 7 августа 1944 года Дёмин погиб в бою на западном берегу Вислы в районе села Люцина в 18 километрах к юго-западу от Пулавы. Похоронен в Люцине.
Указом Президиума Верховного Совета СССР от 22 августа 1944 года лейтенант Николай Дёмин посмертно был удостоен высокого звания Героя Советского Союза. Также был награждён орденом Ленина и медалью «За оборону Кавказа».

## Память
В честь Дёмина названы улица и школа в Грозном.